# Chiesa dei Santi Sebastiano e Nicolò
La chiesa dei Santi Sebastiano e Nicolò (in tedesco: Kirche St. Sebastian und Nikolaus) è la parrocchiale di Cermes (Tscherms) in Alto Adige. Fa parte del decanato di Lana-Tesimo nella diocesi di Bolzano-Bressanone e parte della sua struttura risale al XV secolo.

## Descrizione
La chiesa è un monumento sottoposto a tutela col numero 17726 nella provincia autonoma di Bolzano.